# Gąsawa (stacja kolejowa)
Gąsawa – wąskotorowa stacja kolejowa w Gąsawie, w województwie kujawsko-pomorskim.